# ヴィクトル・シャルトン
ヴィクトル・シャルトン（Victor Léon Jean Pierre Charreton、1864年3月2日 - 1936年11月26日）はフランスの画家である。

## 略歴
リヨンに近いイゼール県のブルゴワン＝ジャイユーの裕福な家庭で育った。美術や文学を好んだが、パリで法律を学び、パリやリヨンで法律家として働いた。1893年に資産家の娘と結婚した。
1894年にリヨンの美術協会の展覧会に絵画を出展し、その年パリのフランス芸術家協会の展覧会にも出展した。
1902年に画家に専念する決心をしてパリに出て、風景画家のエルンスト・ヴィクトル・アロー(Ernest Victor Hareux)やルイ・エメ・ジャピ(Louis Aimé Japy)に学んだ。パリのモンマルトルやリュクサンブール公園、モンスリー公園を描き、プロヴァンスやブルターニュで活動した。1905年にはアルジェリアに旅し、1913年にはスペイン、イギリス、ベルギー、オランダを旅した。
1903年にサロン・ドートンヌの設立メンバーになった。展覧会で1910年に選外佳作、1912年に銀メダル、1913年に金メダルを受賞した。フランスのいろいろな展覧会やアメリカなど海外の展覧会に出展した。
1910年頃からピュイ＝ド＝ドーム県のミュロルで、ミュロルの司祭でもある画家のレオン・ブーダル（Léon Boudal)と活動を始め、ミュロルには多くの芸術家が集まるようになり、「ミュロル派」が形成されることになり、後にミュロルにはシャルトンを記念するモニュメント作られた。
1919年から1925年の間にはパリの私立の美術学校、アカデミー・ジュリアンで教えた。
1914年にレジオンドヌール勲章（シュヴァリエ）を受勲した。

## 作品

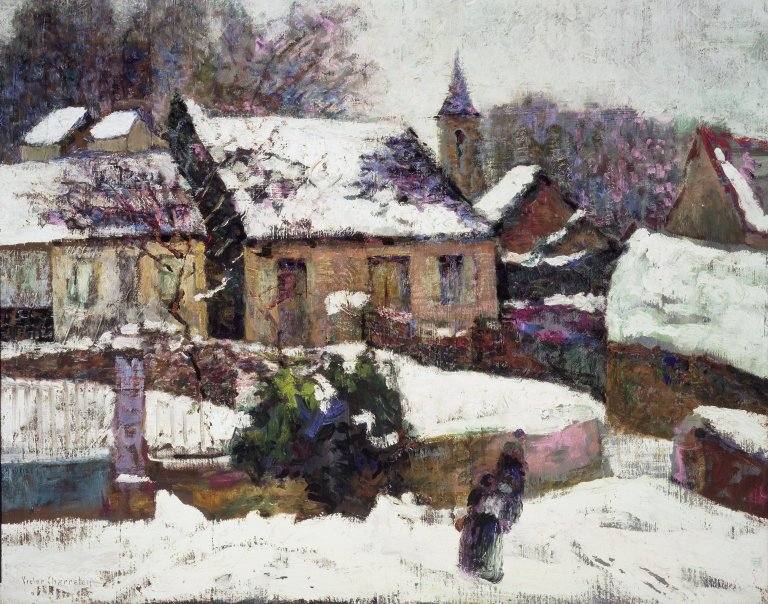
Wet Snow, Auvergne (c.1899)
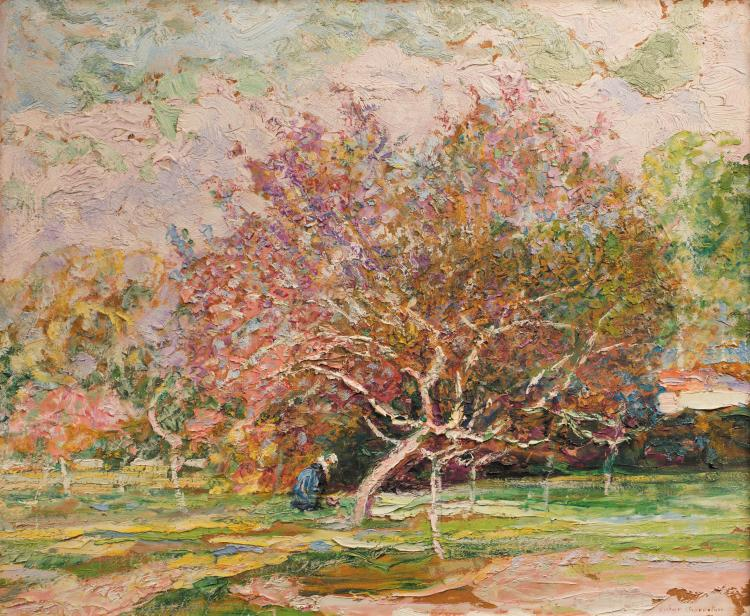
花咲く樹木 (c.1899)
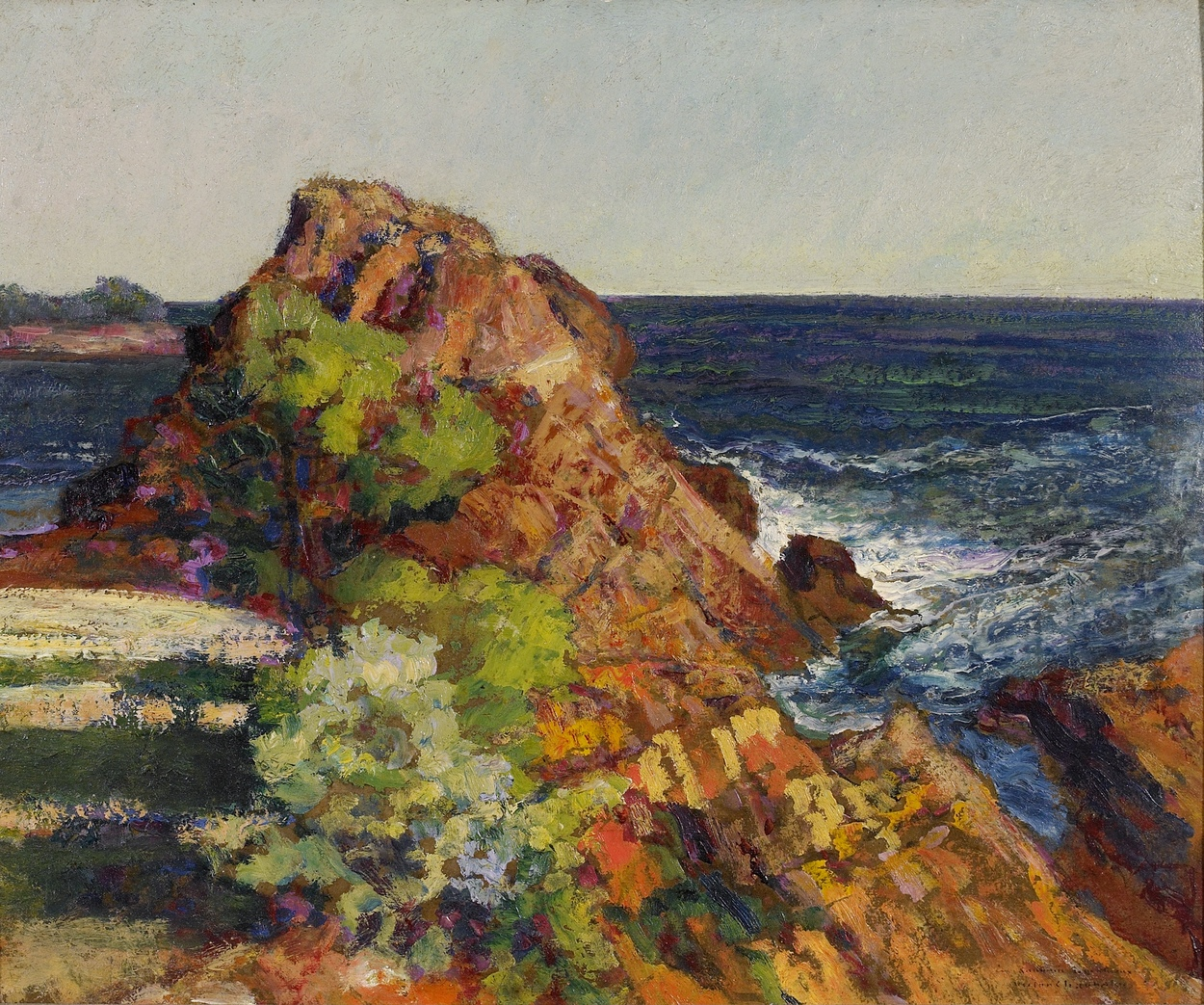
海岸の風景
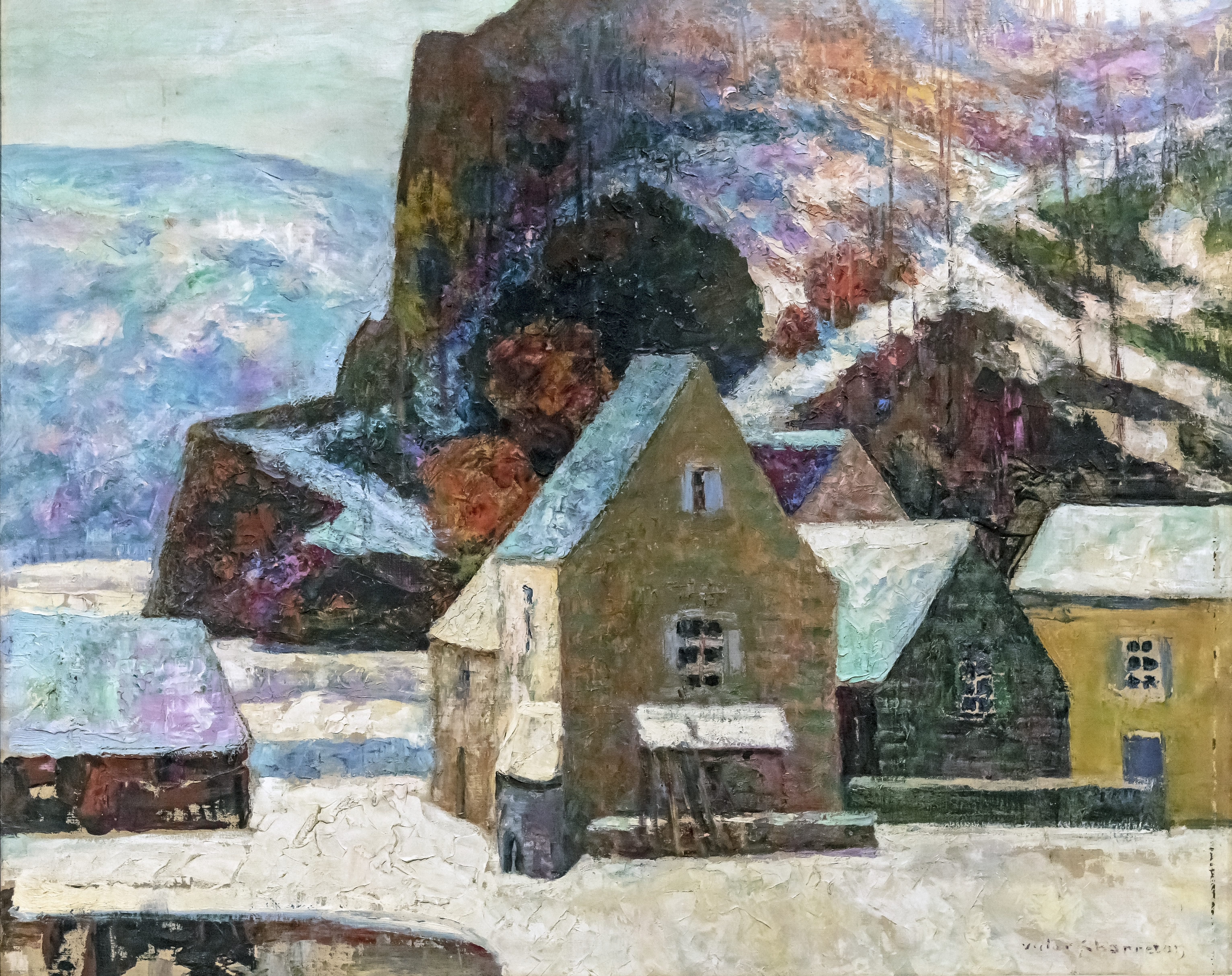
Effet de neige